# Fangataufa
Fangataufa (auch Fangatau oder Ahunui, alter Name: Cockburn Island) ist ein kleines, unbewohntes Atoll im Tuamotu-Archipel mit einer Landfläche von 5 km². Die Ausdehnung beträgt etwa 5 mal 8 km und umfasst dabei eine Gesamtfläche von rund 45 km². Die durchschnittliche Tiefe der Lagune beträgt 40–42 m.
Fangataufa liegt im südöstlichen Bereich des Archipels, etwa 45 km südlich von Mururoa. Es gehört zu Französisch-Polynesien und ist administrativ der Gemeinde Tureia zugeordnet.

## Geschichte
Im Februar 1826 wurde das damals unbewohnte Atoll von Frederick William Beechey für Europa entdeckt.
Ursprünglich war Fangataufa ein geschlossener Ring. Mitte der 1960er Jahre sprengten die französischen Streitkräfte eine ca. 145 m breite und 400 m lange Durchfahrt in den nördlichen Teil des Ringes, um eine Zufahrt für ihre Schiffe zu schaffen, die Passe Balisée.

## Kernwaffentests
Zwischen 1966 und 1996 wurde das Atoll von Frankreich als Testgelände für Kernwaffen der Force de frappe genutzt, die ersten fünf in der Luft in der Nähe des Atolls, seit 1975 unterirdisch, meist in einer Tiefe von 500 bis 700 m.
Liste von Kernwaffentests auf Fangataufa (unvollständig):
- 19. Juli 1966, Luftdetonation, 60 kt (Kilotonnen)
- 24. September 1966, Luftdetonation, < 200 kt
- 24. August 1968, Luftdetonation,  2.600 kt (Wasserstoffbombe). Die Operation erhielt den Codenamen Canopus (Name des zweithellsten Sterns am Nachthimmel).
- 30. Mai 1970, Luftdetonation, < 1.000 kt
- 2. August 1970, Luftdetonation, < 1.000 kt
- 30. November 1988, unterirdisch, 100 kt
- 10. Juni 1989, unterirdisch, 70 kt
- 27. November 1989, unterirdisch, 90 kt
- 26. Juni 1990, unterirdisch, 100 kt
- 14. November 1990, unterirdisch, 120 kt
- 29. Mai 1991, unterirdisch, 130 kt[3]
- 2. Oktober 1995, unterirdisch
- 27. Januar 1996, unterirdisch[1]

Die Internationale Atomenergieorganisation stuft die Gefahr durch Radioaktivität auf Fangataufa mittlerweile als unbedenklich ein.